# 卡尔哈姆
卡尔哈姆是奥地利上奥地利州格里斯基兴县的一个市镇。总面积26.7平方公里，总人口2542人，人口密度95.2人/平方公里（2005年）。